# Долгий (Астраханская область)
Долгий — исчезнувший посёлок в Икрянинском районе Астраханской области России. Входил в состав Маячнинского сельсовета. Упразднён в 2013 году

## География
посёлок находился в юго-западной части Астраханской области, на левом берегу Бахтемира (Главный рукав), на расстоянии примерно одного километра (по прямой) к востоку от села Икряное, административного центра района.
Абсолютная высота — 25 метров ниже уровня моря.
Климат
умеренный, резко континентальный. Характеризуется высокими температурами летом и низкими — зимой, малым количеством осадков, а также большими годовыми и летними суточными амплитудами температуры воздуха.

## Население
| 2002 | 2010 |
| ---- | ---- |
| 11   | ↘0   |

национальный состав
По данным Всероссийской переписи, в 2010 году численность населения села составляла 0 человек. Согласно результатам переписи 2002 года, в национальной структуре населения русские составляли 91 %, число жителей — 11.